# Calotarsa simplex
Calotarsa simplex är en tvåvingeart som beskrevs av Kessel 1974. Calotarsa simplex ingår i släktet Calotarsa och familjen svampflugor.
Artens utbredningsområde är Arizona. Inga underarter finns listade i Catalogue of Life.